# Evius lobata
Evius lobata är en fjärilsart som beskrevs av Paul Dognin 1911. Evius lobata ingår i släktet Evius och familjen björnspinnare. Inga underarter finns listade i Catalogue of Life.